# Petteri Orpo
Antti Petteri Orpo (n.  ?) este un politician finlandez care ocupă în prezent funcția de prim-ministru al Finlandei din 2023 și de lider al Partidului Coaliția Națională din 2016. A deținut pentru scurt timp funcția de președinte al Parlamentului Finlandei după alegerile parlamentare din 2023. A fost viceprim-ministru al Finlandei între 2017 și 2019, ministru de finanțe între 2016 și 2019, ministru de interne între 2015 și 2016 și ministru al agriculturii și silviculturii între 2014 și 2015. La 2 aprilie 2023, Partidul Coaliția Națională condus de Orpo a câștigat alegerile parlamentare din 2023 cu un procent de 20,8% din voturi și 48 de mandate. Orpo a obținut peste 17.000 de voturi în circumscripția sa.

## Biografie
Antti Petteri Orpo s-a născut la 3 noiembrie 1969 în Köyliö, Finlanda. Tatăl său, Hannu Orpo, a fost politician și membru al Partidului Coaliția Națională. A promovat examenele de bacalaureat finlandeze și a absolvit liceul Köyliön lukio. Ulterior, Orpo a obținut o diplomă de master în științe politice la Universitatea din Turku. Orpo a urmat serviciul militar național obligatoriu din Finlanda și a devenit ofițer în rezervă. Gradul său actual în rezervă este de căpitan.

## Cariera politică

### Ministru de interne
În timpul mandatului său ca ministru de interne, Orpo a primit sprijin pentru modul în care a gestionat criza migrației din 2015 din partea partenerilor de coaliție din Partidul Adevărații Finlandezi, anti-imigrație, precum și din partea unor parlamentari din opoziție.

### Ministru de finanțe
În mai 2016, Orpo a anunțat că îl va contesta pe președintele Partidului Coaliția Națională și ministru al finanțelor în funcție, Alexander Stubb, la congresul partidului din iunie. La acel moment, Orpo s-a alăturat parlamentarei aflate la al doilea mandat, Elina Valtonen⁠(d), în tentativa de a-l înlocui pe Stubb. Spre deosebire de Stubb, poliglot și vocal, Orpo era văzut pe scară largă ca un politician prudent, în căutarea consensului, cu puțină experiență în politica internațională. Orpo a obținut 441,4 voturi, față de cele 361 ale lui Stubb, fiind astfel ales noul președinte al partidului. Orpo a anunțat curând că va prelua portofoliul de ministru al finanțelor de la Stubb. A fost numit oficial în funcția de ministru al finanțelor la 22 iunie 2016.
În iunie 2017, prim-ministrul Juha Sipilä și Orpo au anunțat că nu mai pot colabora cu al treilea partener de coaliție, Partidul Adevărații Finlandezi, invocând diferențe fundamentale de valori și politici privind imigrația și Uniunea Europeană. Pentru Sipilä și Orpo, miza era implementarea unor reforme majore în domeniul sănătății și administrației locale, esențiale pentru planul lor de echilibrare a finanțelor publice.
Pe lângă rolurile sale politice naționale, Orpo a coprezidat, alături de Valdis Dombrovskis, reuniunea miniștrilor de finanțe ai Partidului Popular European (PPE), care reunește miniștrii PPE de centru-dreapta înaintea ședințelor Consiliului pentru Afaceri Economice și Financiare (ECOFIN).

### Activitate în opoziție
În decembrie 2019, Orpo a inițiat o moțiune de cenzură împotriva guvernului în funcție. Aceasta ar fi dus la alegeri anticipate, pe care Orpo spera să le câștige. Guvernul în exercițiu a fost acuzat de gestionare defectuoasă a problemelor de pe piața muncii. Ulterior, prim-ministrul Antti Rinne și-a dat demisia, iar Kulmuni a refuzat public să susțină planul Partidului Coaliția Națională de organizare a unor alegeri anticipate.

### Prim-ministru al Finlandei (2023–prezent)

#### Alegerile parlamentare din 2023
La 2 aprilie 2023, Partidul Coaliția Națională condus de Orpo a câștigat alegerile parlamentare din Finlanda. Partidul se afla în fruntea sondajelor încă din a doua jumătate a anului 2021 și a încheiat scrutinul pe primul loc, cu 20,8% din voturi și 48 de mandate în parlament, înregistrând o creștere de 10 locuri. Acesta a fost al treilea cel mai bun rezultat din istoria partidului. Orpo a început discuțiile pentru formarea guvernului în săptămâna de după Paște, când noul parlament și președintele s-au reunit și l-au desemnat negociator principal.
Orpo a candidat cu un program axat pe reducerea datoriei publice a Finlandei și a deficitului bugetar anual, precum și pe reducerea impozitului pe venit. El se definește ca fiind un „conservator fiscal”.
La 12 aprilie, Orpo a fost ales de grupurile parlamentare în funcția de președinte al Parlamentului Finlandei, cu titlu provizoriu, până la formarea noului guvern.
La 27 aprilie, a fost anunțat că Orpo va începe negocierile finale cu Partidul Adevărații Finlandezi, Partidul Poporului Suedez și Democrații Creștini pentru formarea unui guvern de coaliție. Această coaliție a fost confirmată la 15 iunie, iar formarea guvernului, inclusiv numele miniștrilor, a fost anunțată la 17 iunie. Partidul lui Orpo a primit opt portofolii ministeriale, Partidul Finlandezilor șapte (inclusiv Ministerele Finanțelor, de Interne și al Justiției), iar Partidul Poporului Suedez și Democrații Creștini și-au împărțit celelalte cinci. Este cel mai de dreapta guvern al Finlandei de la sfârșitul celui de-Al Doilea Război Mondial; într-adevăr, este una dintre puținele ocazii de după revenirea păcii în care o singură parte a spectrului politic finlandez a reușit să formeze un guvern de una singură.

#### Mandatul
Orpo a devenit prim-ministru al Finlandei la 20 iunie 2023. Foia de parcurs a guvernului stabilește ca prioritate reducerea cheltuielilor publice. Petteri Orpo a anunțat o reducere de 6 miliarde de euro din bugetul de stat, afirmând că cel mai mare pericol care amenință Finlanda este „criza datoriei” (care se ridică la 74% din PIB) și că reformele, unele dintre ele „vor fi dureroase”.
Coaliția mizează pe reduceri fără precedent ale beneficiilor sociale. De exemplu, condițiile de acordare a indemnizației de șomaj vor fi înăsprite, va fi introdusă o perioadă de așteptare de o zi la începutul concediului medical, iar accesul la ajutorul pentru locuință va fi restricționat. În plus, dreptul la grevă va fi limitat, iar opririle neautorizate ale muncii vor fi sancționate cu amenzi. Acordul de guvernare prevede, de asemenea, concedieri mai ușoare și utilizarea contractelor pe durată determinată, în paralel cu creșterea investițiilor în formarea profesională.
Aceste anunțuri au fost salutate de angajatori, care văd în acest program reformele pe care „le cer de zeci de ani”, însă sindicatele au denunțat „un atac asupra angajaților”. Partidele de centru-stânga și de stânga au criticat, de asemenea, „un program dificil, în special pentru persoanele cu venituri mici și medii” (Sanna Marin) și „cel mai anti-muncitoresc guvern din istoria Finlandei” (Li Andersson⁠(d)), în timp ce lidera Partidului Adevărații Finlandezi, Riikka Purra⁠(d), a declarat că „nu vede nicio divergență între interesele angajatorilor și cele ale angajaților”.
În ceea ce privește imigrația, condițiile de primire vor fi restricționate. Azilul nu va mai fi acordat pe bază temporară, iar pentru a solicita un permis de ședere permanentă va fi necesară o rezidență completă de șase ani în Finlanda. Reîntregirea familiei și accesul la naturalizare vor fi limitate. De asemenea, țara va accepta doar 500 de refugiați pe an în cadrul programului de relocare, față de 1.050 în prezent. Muncitorii imigranți nu vor mai avea aceleași drepturi ca rezidenții permanenți și vor fi obligați să părăsească țara în termen de trei luni de la concediere.
În prima lună a mandatului său, guvernul condus de Orpo a fost zguduit de numeroase scandaluri legate de scrieri din trecut ale miniștrilor din Partidul Finlandezilor (PS), inclusiv ale viceprim-ministrei Riikka Purra⁠(d). Scandalul privind glume legate de nazism și posibilele conexiuni cu organizații neonaziste ale ministrului economiei, Vilhelm Junnila, a dus la demisia acestuia. În timpul crizei, Partidul Poporului Suedez din Finlanda (SFP), parte a coaliției guvernamentale, l-a criticat pe Orpo pentru lipsa de fermitate în gestionarea situației. Conducerea lui Orpo în mijlocul diverselor controverse a fost, de asemenea, pusă la îndoială și criticată pe scară largă atât în presa finlandeză, cât și în cea internațională. În martie 2024, Orpo a declarat pentru Politico Europe că, în opinia sa, Partidul Adevărații Finlandezi nu mai este un partid de extremă dreapta. Totuși, după ce Orpo a lansat o campanie guvernamentală împotriva rasismului în august 2024, viceprim-ministra Purra a afirmat că PS probabil nu va participa ca partid la campanie și a adăugat că „o politică mai bună privind imigrația” este un exemplu al acțiunilor sale antirasiste.
În contextul războiului din Gaza, Orpo a condamnat acțiunile Hamas și și-a exprimat sprijinul pentru Israel și dreptul acestuia la autoapărare.
Deși în 2019 Orpo a fost co-fondator al Coaliției miniștrilor de finanțe pentru acțiune climatică, actuala ministră de finanțe, Riikka Purra⁠(d), a declarat în ianuarie 2024 că problemele climatice nu intră în responsabilitatea ministrului de finanțe.
Tot în 2024, Orpo a condamnat atacurile rasiste îndreptate împotriva Danielei Owusu, o femeie finlandezo-ghaneză aleasă să joace rolul Sfintei Lucia în cadrul sărbătorii naționale omonime. Premierul și-a cerut scuze publice față de Owusu.

## Alte activități

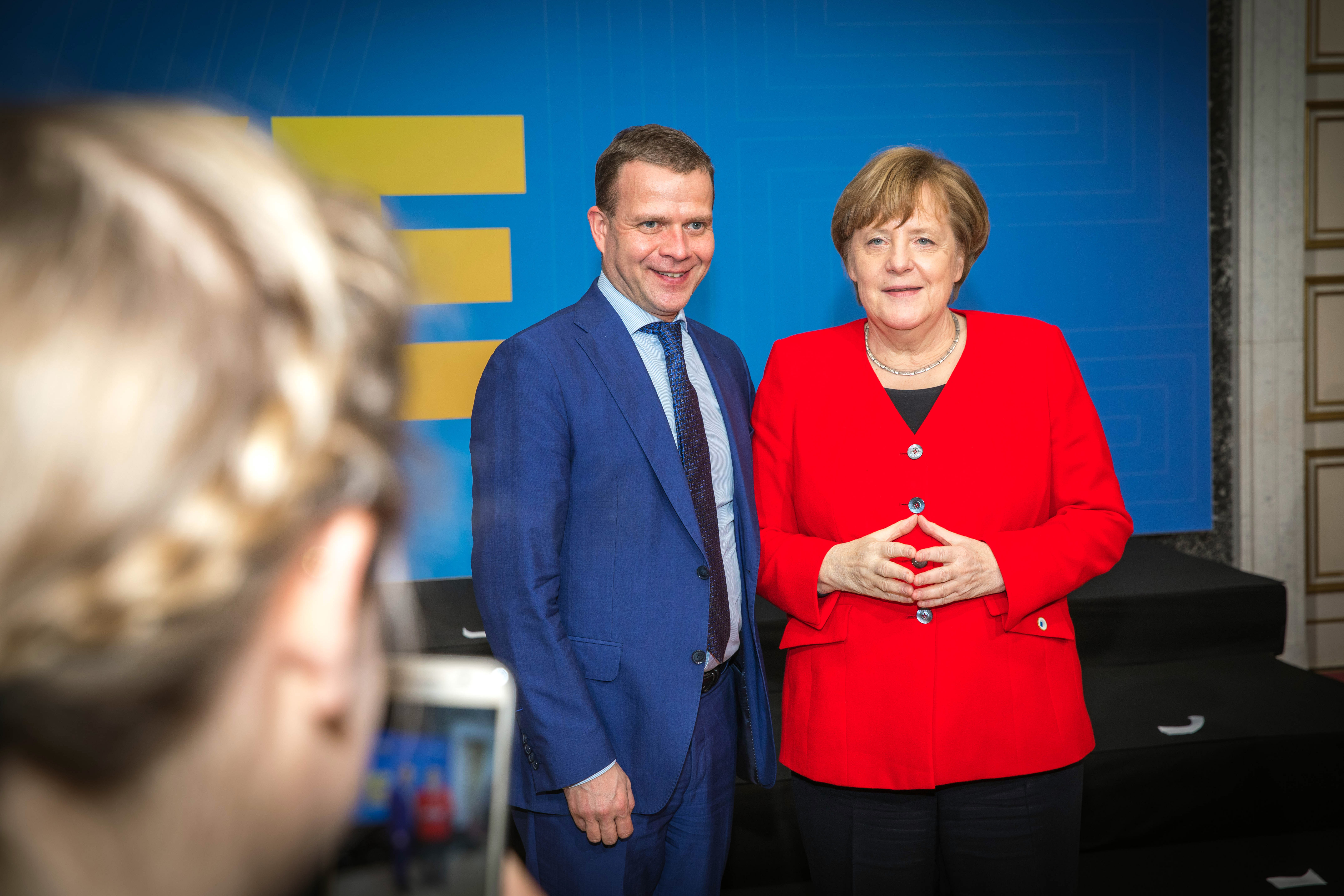
Orpo împreună cu cancelarul Germaniei Angela Merkel, la summitul PPE de la Bruxelles, 21 martie 2019

### Organizații ale Uniunii Europene
- Banca Europeană de Investiții (BEI), membru de drept al Consiliului guvernatorilor (2016–2019)
- Mecanismul European de Stabilitate (MES), membru al Consiliului guvernatorilor (2016–2019)

Organizații internaționale
- Banca Asiatică pentru Investiții în Infrastructură (AIIB), membru de drept al Consiliului guvernatorilor (2016–2019)
- Banca Europeană pentru Reconstrucție și Dezvoltare (BERD), membru de drept al Consiliului guvernatorilor (2016–2019)
- Comitetul comun de dezvoltare al Băncii Mondiale și al FMI, membru (2018–2019)
- Agenția Multilaterală de Garantare a Investițiilor (MIGA), Grupul Băncii Mondiale, membru de drept al Consiliului guvernatorilor (2016–2019)
- Banca Nordică de Investiții (NIB), membru de drept al Consiliului guvernatorilor (2016–2019)
- Banca Mondială, membru de drept al Consiliului guvernatorilor (2016–2019)

## Distincții și premii
- Ordinul Trandafirului Alb al Finlandei (Finlanda, 2016)[35]
- Medalia pentru merite militare (Finlanda)[36]
- Marea Cruce pentru Merit în Cultura Sportivă și Sportul Finlandez (Finlanda, 2022)[37]
- Ordinul de Merit al Republicii Polone (Polonia, 2015)[38]